# Gevaş
Gevaş (en arménien Գաւաշ), anciennement Vostan ou Ostan (en arménien Ոստան, en kurde Westan) est une ville et un district de la province de Van en Turquie orientale.

## Géographie

### Physique
Le point culminant du district est le mont Artos (en) (3554 m).

### Humaine
En 2022, la ville comptait 10 801 habitants, et le district 27 437 . La ville est située sur la berge méridionale du lac de Van.

## Histoire
Vostan était une des villes principales du royaume arménien médiéval de Vaspourakan.

## Arts et culture
C'est à Gevaș que sont tournés deux films de Yılmaz Erdoğan, Vizontele (2001) et Vizontele Tuuba (2004). Ceux-ci, dont l'action se déroule respectivement en 1974 et en 1980, met en scène l'arrivée de la télévision dans cette région particulièrement défavorisée du pays. Les deux films rendent aussi compte de l'incidence des événements politiques sur ce petit district périphérique : le premier est marqué par l'invasion turque de Chypre, le deuxième l'est par le coup d'État militaire du 12 septembre 1980,. Dans le scénario écrit par le réalisateur, le film se déroule à Hakkari, ville dans laquelle il est né. Mais pour éviter des difficultés politiques, il décide de transposer l'action et le tournage à Gevaș.